# Pedro José González-Trevijano Sánchez
Pedro José González-Trevijano Sánchez (Madrid, 1958) és un jurista i professor universitari espanyol, que exerceix de catedràtic de Dret constitucional a la Universitat Rey Juan Carlos i de magistrat del Tribunal Constitucional d'Espanya des de 2013. Des del 19 de novembre de 2021 és, alhora, el president del Tribunal Constitucional espanyol.

## Biografia
Llicenciat i doctorat en Dret per la Universitat Complutense de Madrid, va ser sots-director del Centro de Estudios Políticos y Constitucionales (1998-2002) i rector de la Universitat Rey Juan Carlos entre els anys 2002 i 2013. És durant el seu mandat que van tenir lloc les titulacions polèmiques de màster de Cristina Cifuentes, Pablo Casado, actual president del PP i Carmen Montón, que va dimitir com a ministra de Sanitat del govern de Pedro Sánchez pel mateix tema.
Com a catedràtic, ha publicat sobre matèries vinculades a la teoria de l'Estat, el Dret constitucional, la història constitucional espanyola i el dret comparat.
L'any 2013 va ser nomenat magistrat del Tribunal Constitucional d'Espanya a proposta del Govern espanyol, càrrec del qual va prendre possessió el dia 13 de juny. Té vincles ideològics amb el Partit Popular, és amic del rei Felip VI d'Espanya i ferm detractor del dret a decidir del poble basc i del sobiranisme català.

## Obres
És autor, entre d'altres, dels següents llibres:
- La costumbre en Derecho Constitucional. Congreso Diputados, 1989
- Libertad de circulación, residencia, entrada y salida en España. Editorial Civitas, 1991
- La inviolabilidad del domicilio. Editorial Tecnos, 1991
- La cuestión de confianza. Editorial McGraw, 1996
- El Estado autonómico. Principios, organización y competencias. Editorial Universitas, 1998
- El refrendo. Centro de Estudios Políticos y Constitucionales (CEPC), 1998
- Constitución española. 20 años de bibliografía. Centro de Estudios Políticos y Constitucionales (CEPC), 1998
- Curso de Derecho Constitucional español (tres tomos), bajo la dirección del Profesor Jorge de Esteban. Facultad derecho UCM, 1994
- Normas de Derecho Constitucional. Editorial Tecnos, 1995
- El Estado Autónonimo. Principios, organización y competencias (juntament amb Cayetano Nuñez Rivero). Editorial Universitas, 1998[7]
- La experiencia constitucional (1978-2000), como codirector. Centro de Estudios Políticos y Constitucionales (CEPC), 2000
- El Tribunal Constitucional. Editorial Aranzadi, 2000
- Código de las Comunidades Autónomas. Editorial Aranzadi, 2000
- La mirada del poder. Centro de Estudios Políticos y Constitucionales, 2004[8]
- La España constitucional Editorial Tirant lo Blanch, 2006
- Entre Güelfos y Gibelinos, crónica de un tiempo convulsionado. Editorial Trotta, 2007
- El discurso que me gustaría escuchar. Editorial Trotta, 2009
- Dragones de la política. Editorial Círculo de lectores, Galaxia Gutenberg, 2010[9]
- Yo ciudadano. Editorial Trotta, 2010
- Magnicidios de la Historia. Galaxia Gutenberg, 2012
- El purgatorio de las ideas. Galaxia Gutenberg. 2016